# Эртер, Ицхак
И́цхок Э́ртер (Исаак Эртер; 1791, с. Конюшек (близ Пшемысля), Галиция — 1851, Броды) — еврейский просветитель, писатель-сатирик, обличавший хасидизм, хасидских лидеров (цадиков) и каббалистов.

## Биография
В 1816 году организовал в городе Львове популярный среди молодёжи кружок по изучению естественных наук и художественной литературы. После того, как деятельность кружка была предана анафеме, Эртер вынужден был покинуть Львов. В 1823 году переехал в город Броды, где преподавал и заведовал вновь организованной образцовой школой.
После окончания университета в Будапеште получил диплом врача. Одновременно с медициной занимался литературной деятельностью.
В 1848 году вместе с И. Шором основал журнал «Гехалуц» (Авангард), задачей которого являлась борьба с раввинизмом, учением Талмуда и Библии.
Основная часть литературного наследия Эртера — пять сатирических произведений, впоследствии объединённых автором в книгу «Ха-цофе ле-вет Исраэль» («Страж дома Израилева»; 1858, издана посмертно; название — цитата из Иех. 3:17). Первая сатира Эртера была направлена против хасидизма, хасидских лидеров (цаддиков) и каббалистов: их невежества, суеверия и воинственного сопротивления просвещению. Сатира «Мозней мишкал» («Весы», Вена, 1823) посвящена конфликту Эртера с раввинами и хасидами во Львове.
Сатира «Гилгул нефеш» («Переселение душ», Лейпциг, 1845) представляет собой разговор врача с душой умершего хасида, которая сообщает, что прошла множество жизней, причем её воплощение в человеческий образ последовательно чередовалось с воплощением в какое-либо животное. Композиционно персонажи предстают по схожести или противопоставлению свойств характера: пьяница-хасид превращается в болотную лягушку из-за пристрастия к возлияниям, лягушка — в синагогального кантора, а он в свою очередь — в немую рыбу и т. д. Эртер наделяет всех их сугубо негативными чертами: тщеславием, ханжеством, стяжательством, невежеством, пренебрежением религиозной этикой и т. д. Сатира завершается афористическими наставлениями, как лучше вводить в заблуждение людей ради наживы и почета. «Гилгул нефеш» приобрела особую известность благодаря переводу на идиш А. Б. Готлобера.

## Произведения Эртера
- сатира «Весы».
- сатира «Ташлих» (высмеиваются поклонники хасидизма, деятельность цадиков и талмудистов).
- сатира «Переселение душ» (высмеивается нелепость амулетов и талисманов).